# Optare
Optare是英国一家客车生产商，总部位于北约克郡Sherburn-in-Elmet，最大股东为印度辛杜佳集团旗下的Ashok Leyland。

## 历史
Optare于1985年2月成立，当时厂房位于利兹Cross Gates，原本属于利兰巴士结业的子公司Charles H. Roe。公司营业前期主要生产巴士车身，包括获得利兰巴士授权为利兰奥林匹克双层巴士提供源自Charles H. Roe设计的车身。1989年Optare自都城嘉慕威曼（MCW）买入都城騎士（MCW Metrorider）中小型巴士设计并将其改良，自此开始产品亦包括整车。

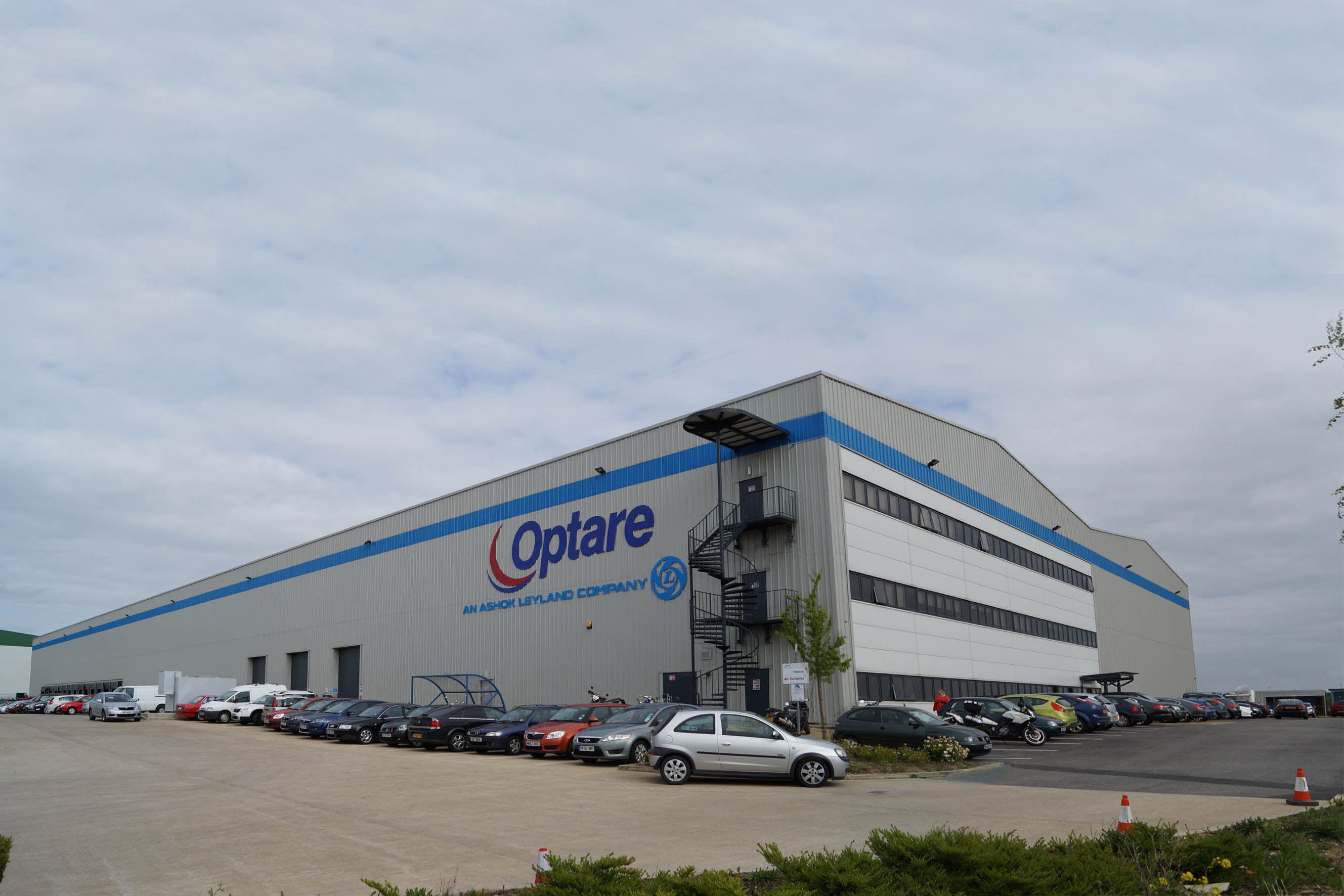
Optare位于Sherburn-in-Elmet的厂房

1990至1993年，Optare是United Bus的子公司，期间曾同姊妹公司DAF Bus（后来的VDL巴士）合作设计出配DAF DB250底盘的Optare Spectra双层巴士。1993年United Bus关闭，Optare被管理层收购。1996年，Optare收购了有五年历史、位於罗瑟勒姆Hellaby的Autobus Classique公司。
1990年代中后期，Optare推出Excel和Solo一体化低地台巴士，自此一体化巴士逐渐成为Optare的主要产品。2000年，Optare成为North American Bus Industries的子公司，五年后又再被管理层收购。
2008年3月12日，Optare被投资公司Jamesstan Investments收购。同年7月17日Optare以借壳上市形式被注入Darwen Group，而Darwen Group亦更名为Optare PLC，令Optare成为伦敦证券交易所的另类投资市场上市公司。
在Optare借壳上市后，原本Darwen Group拥有、原属东兰开夏客车制造公司的巴士车身产品被带入其产品目录；且在利兹、罗瑟勒姆和布莱克本（最后者原属东兰开夏）均有厂房。之后，Optare开始整合业务：原东兰开夏的各款车身于2009至2011年间陆续停产；此外由2011年开始租用位于Sherburn-in-Elmet、占地13,000平方米的新廠房，而在罗瑟勒姆、利兹和布莱克本的工厂先后于2009、2011和2012年关闭。
2010年夏季，来自印度的Ashok Leyland收购了Optare 26%的股权，2011年12月增持至75%。Optare于2015年6月从另类投资市场退市。2017年末Ashok Leyland再增持Optare股权至98%。

## 产品

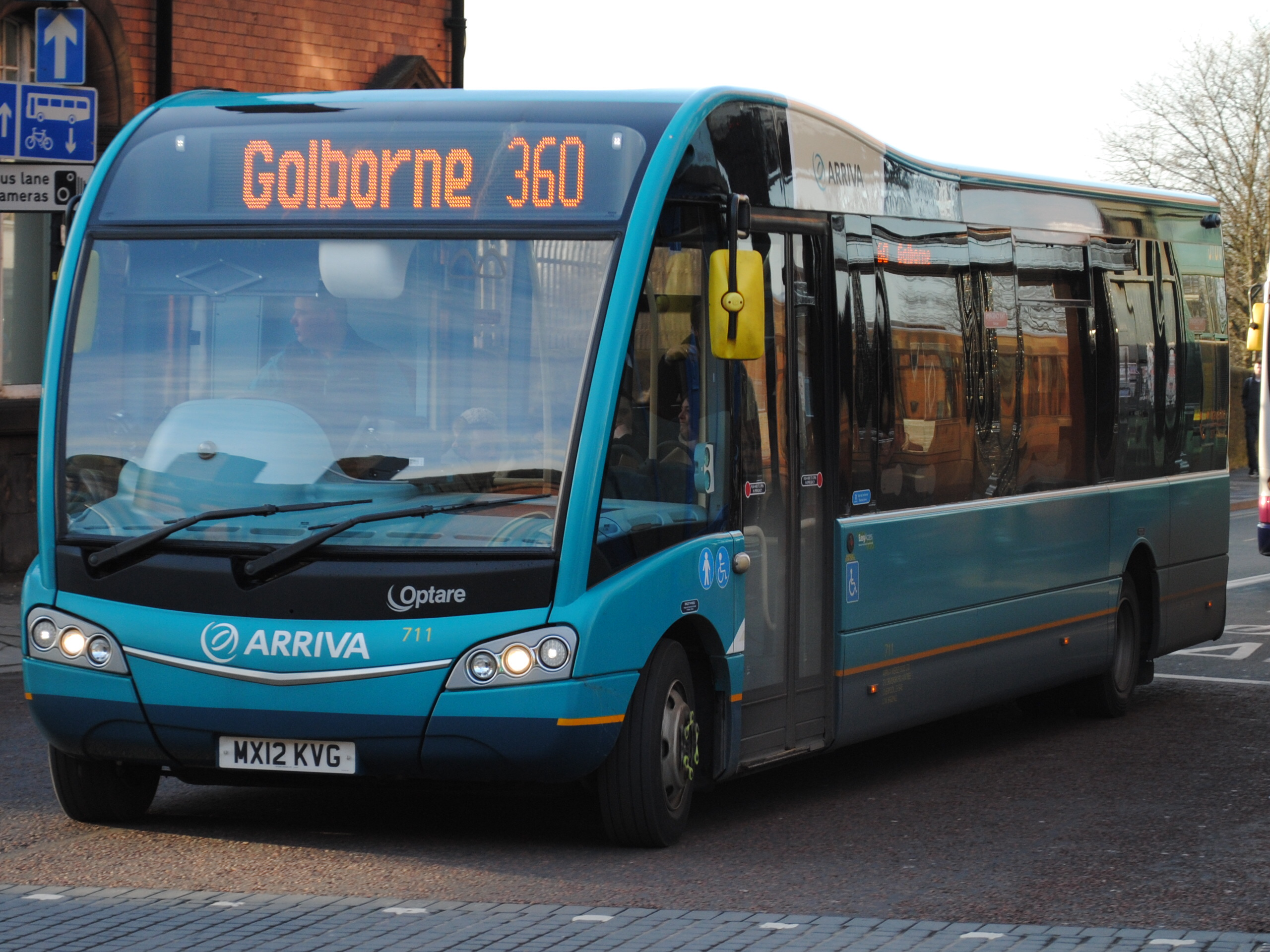
Optare Solo，服役于爱瑞发（Arriva ）爱瑞发西北

### 现在

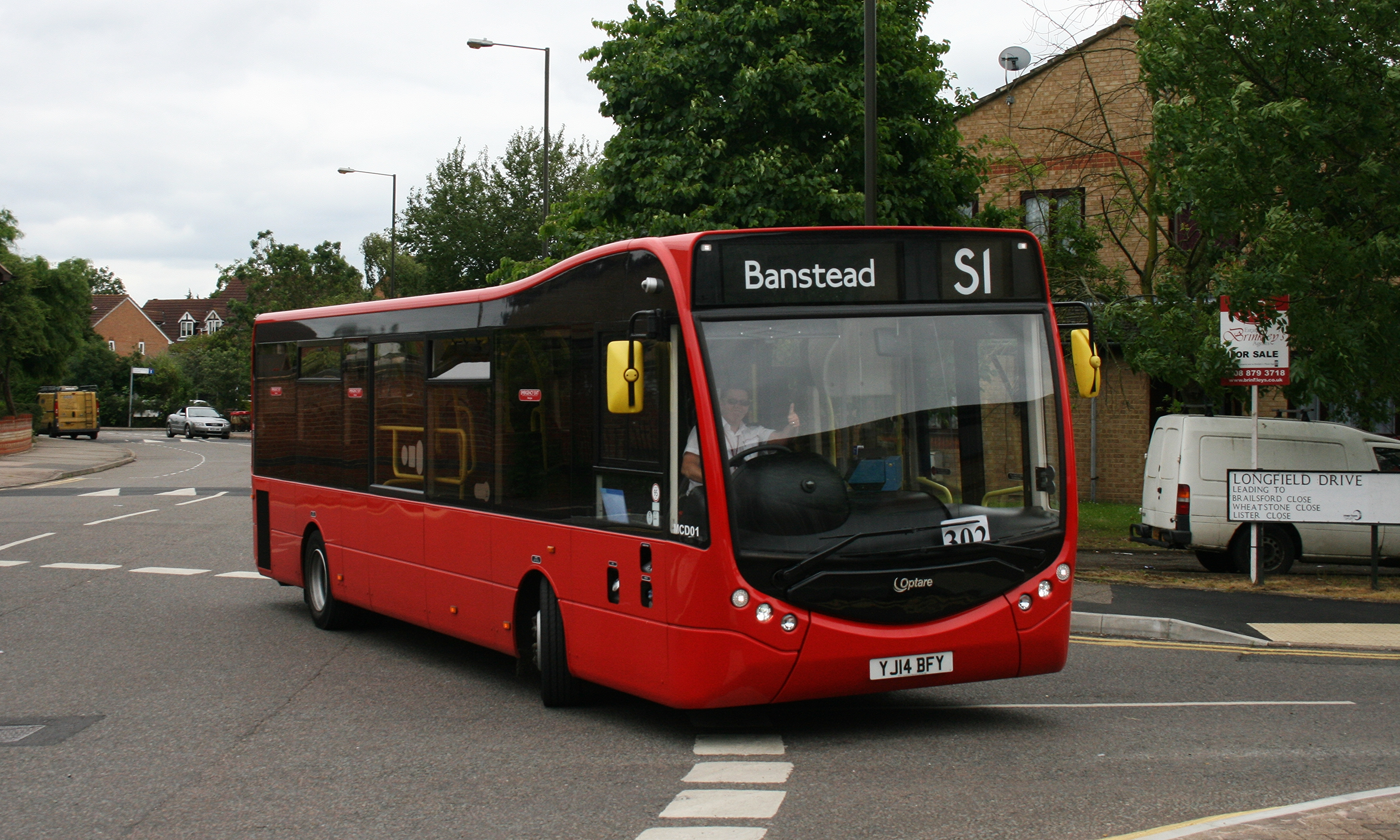
Optare MetroCity，行驶于伦敦S1线

- Solo SR（低地台小型巴士，2007年—）
- Versa （中、大型单层巴士，2006年—）
- MetroCity （中、大型单层巴士，2012年—）
- Tempo SR （单层巴士，2011年—）
- MetroDecker （双层巴士，2014年—）

### 过往

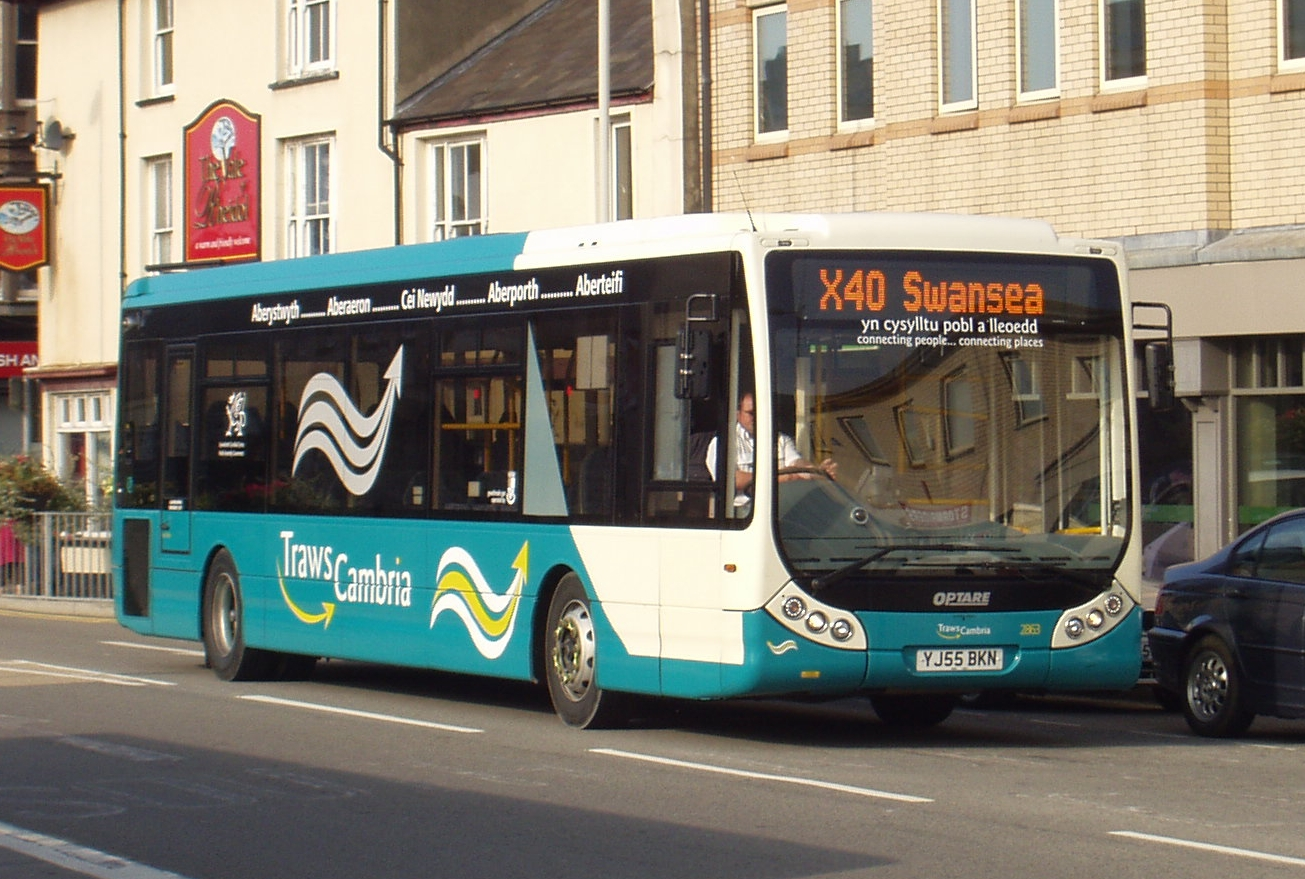
Optare Tempo，服役于Arriva Cymru

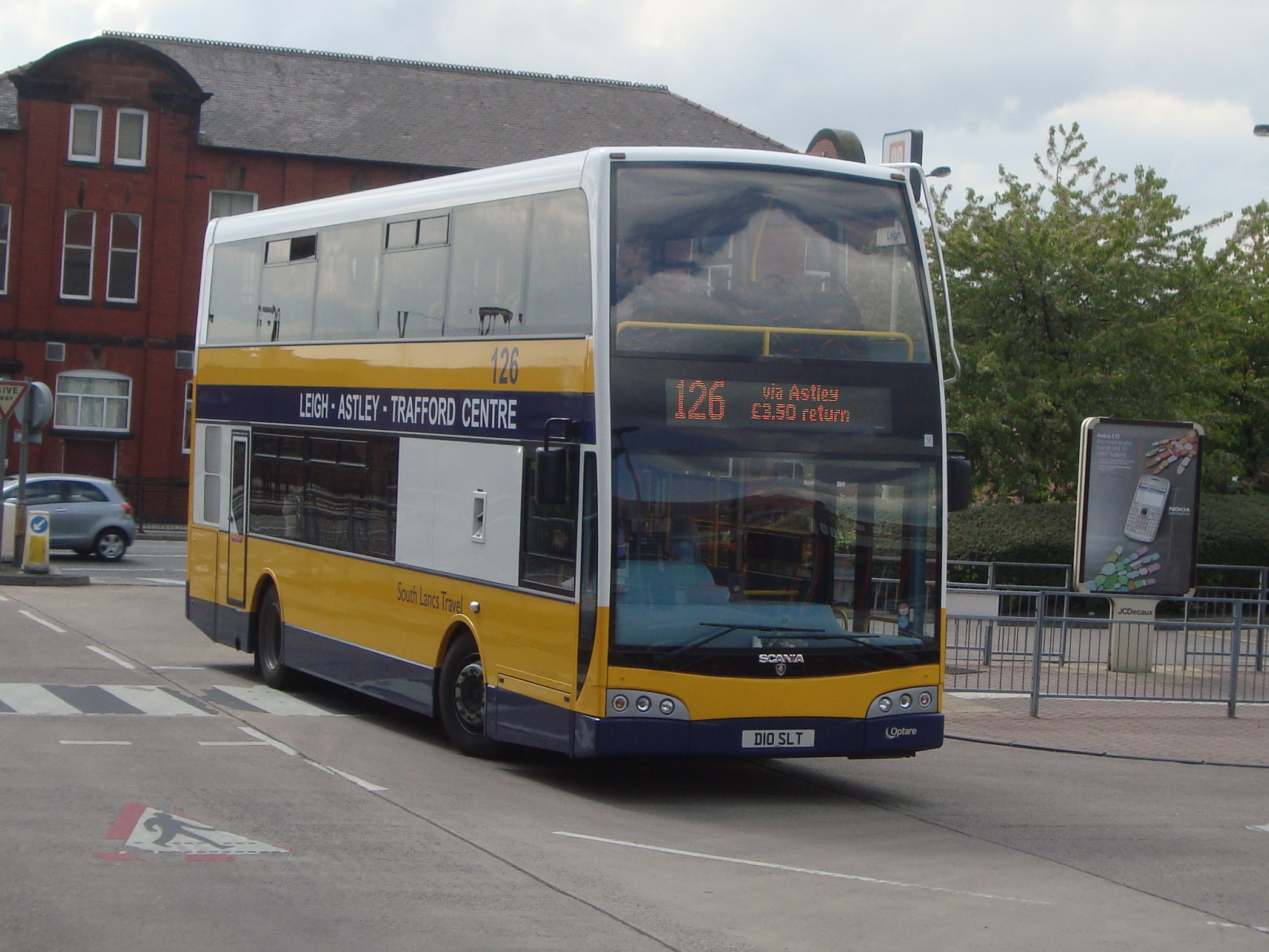
Optare Olympus，属于South Lancs Travel

- CityPacer 小巴车身（配大众LT55底盘，1985—1992）
- StarRider 小巴车身（配奔驰T2底盤，1987—1994）
- Delta 单层巴士车身（配DAF SB220底盘，1988—1999）
- Metrorider（1989—2000年）
- Spectra 双层巴士车身（配DAF/VDL DB250底盘，1991—2005）
- Vecta 中型巴士车身（配MAN 11.180/11.190底盘，1991—1997）
- Sigma 单层巴士车身（配丹尼士長矛底盘，1994—1996）
- Prisma 单层巴士车身（配奔驰O405底盘及原厂前围，1995—1998）
- ColumboRider 单层巴士车身（配中国产底盘，1990年代）
- Excel/Excel 2 单层巴士（1995—2004）
- Solo（1997—2012）
- Alero 低地台小巴（2001—2008）
- Tempo 单层巴士（2004—2012）
- Esteem 单层巴士车身（源自东兰开夏，2008—2009）
- OmniDekka 双层巴士车身（源自东兰开夏，2008—2011）
- Olympus 双层巴士车身（源自东兰开夏，2008—2011）
- Visionaire 敞篷双层巴士车身（源自东兰开夏，2008—2011年）